# بیداری ما
بیداری ما نشریه‌ای برای زنان و از نشریات رادیکالی بود که با شعار «ما هم در این خانه حقی داریم» و با گرایش چپ در ایران منتشر می‌شد.
این نشریه بین سال‌های ۱۳۲۳ و ۱۳۲۶  توسط تشکیلات زنان ایران، شاخه‌ای از حزب توده در تهران منتشر می‌شد.